# Jean Sanitas
Jean Sanitas (Clermont-Ferrand, 6 novembre 1927 – La Goutelle, 7 agosto 2016) è stato un fumettista, scrittore e partigiano francese. Fu un combattente della resistenza francese, fumettista, scrittore, poeta, saggista, giornalista e reporter. È stato insignito della Légion d'onore francese.

## Biografia
Jean Sanitas è nato in una famiglia di quattro figli, di cui era il secondo genito. Aveva due fratelli, André e Robert, e una sorella, Monique. Suo padre e suo fratello André morirono durante la deportazione durante la Seconda guerra mondiale. Sua moglie si chiamava Marcelle Jean Sanitas.
Jean Sanitas era ed è conosciuto dagli appassionati di fumetti anche come Sani o Jean Sani. Jean Sanitas è stato insignito della Legion d'Onore il 21 ottobre 2013 da Jean-Yves Gouttebel, alla presenza di numerosi funzionari eletti a livello regionale e locale, di amici del mondo culturale, artistico e della stampa regionale.
Il 5 agosto 2014, il quotidiano L'Humanité, dove era stato uno dei principali reporter (oltre che a L'Humanité dimanche), ha dedicato un intero articolo a Jean e Marcelle Sanitas. L'articolo intitolato: Jean e Marcelle Sanitas, la mitragliatrice e il ciclostile al servizio della libertà, racconta la loro lotta come combattenti della Resistenza e descrive la loro visione della Liberazione.

## Alvernia, terra di Jean Sanitas
Jean Sanitas nasce il 6 novembre 1927, in Rue d'Allagnat, vicino a Place de Jaude dove si trovano le statue di Vercingétorix e Desaix, due uomini dal carattere forte che serviranno da riferimento per i suoi impegni successivi. Iniziò la sua carriera giornalistica in questa città, dopo la guerra, in diversi giornali locali, "andò" molto rapidamente a Parigi per lavorare in diversi grandi giornali nazionali prima di diventare un importante reporter. Ha fatto più volte il giro del mondo, visitando molti Paesi, cosa che gli ha permesso di denunciare senza concessioni le nefandezze dei leader locali, la perversione dei potenti e del denaro, ma anche il coraggio e la dignità degli umili che lottano per conquistare la loro libertà. Andato in pensione, Jean Sanitas viveva in Alvernia, in un villaggio della regione di Combrailles, dove continuo a dedicarsi ad attività culturali e commemorative, organizzando dibattiti sulla Seconda Guerra Mondiale e dando vita a mostre d'arte nell'ambito di un'associazione che ha presieduto negli ultimi suoi vent'anni.

## Infanzia e resistenza
Durante la guerra del 39/45 che vivrà pienamente il suo impegno militante, che gli segnerà per sempre la sua vita di uomo, dopo aver cambiato la sua adolescenza.
Sua madre nascondeva le armi in una botola del soffitto della cucina e fu all'età di 14 anni che portò con audacia la sua prima valigia di armi, raccolta dal padre. Nello stesso periodo, Jean Sanitas organizzò un gruppo di giovani resistenti nella scuola Jean Macé di Clermont-Ferrand con i suoi compagni di classe. Si impegnarono a "resistere" a modo loro: si rifiuto di partecipare all'alzabandiera davanti aile autorita politiche, realizzò scritte sui muri della città: "Viva la Francia! Abbasso i crucchi!  Rifiuto di imparare il tedesco, imposto dalle forze di occupazione. Distribuì volantini in città, a piedi o in bicicletta e persino davanti alla sede della Gestapo a Chamalières rubo un fucile di un soldato tedesco. Nell'aprile del '44 il padre e il fratello André e lui furono arrestati e portati al quartier generale della Gestapo dove subiranno molti abusi. Durante un trasferimento, da Clermont-Ferrand  verso una destinazione sconosciuta, Jean fuggì in seguito a una colluttazione in testa alla fila, lui era l'ultimo e all'angolo di una strada si girò, non c'era nessuno dietro di lui, le SS erano davanti, a bloccare i facinorosi. Decide di correre il rischio e imbocca la strada successiva il più silenziosamente possibile. Nessuno lo seguì. Iniziò a correre. e arrivò a casa senza fiato. Disse a sua madre che era stato appena rilasciato.

## Giornalista e reporter
Nel 1956, Jean Sanitas lasciò la natia Alvernia per raggiungere la capitale francese. Entrò a far parte della Vaillant, una famosa rivista francese. Ha lavorato anche a Bob Mallard con Francisco Hidalgo, poi con André Chéret. Dal 1962 al 1964 si occupo del Lynx blanc (che successivamente fu chiamato La Patrouille de la Jungle), sempre per il giornale Vaillan Groupt.
Con Mario Cubbino, ha adattato la serie televisiva Destinazione pericolo nel 1964. Nello stesso anno scrive le sceneggiature di Group-Group, un personaggio inventato da Ramon Monzon. Tra il 1965 e il 1969 scrive le sceneggiature di Zor e Plouf, per Jacques Kamb. Nel 1966, per l'editore OZ, scrive Djinga Jungle con le illustrazioni di Julio Schiaffino. Dal 1969 al 1970 pubblica Késako sul Journal de Tintin insieme al disegnatore Roger Mas.

## Pubblicazioni
- Une nouvelle aventure de Bob Mallard (4 album)
- Fanfan la Tulipe (2 album)
- Fanfan la tulipe (Taupinambour) (11 album)[5]
- Gandhi (1 album)[6]
- Le meilleur de Pif (1 album)[7]
- Pif Parade Aventure (2 album)[8]
- Zor et Mlouf contre 333 (4 album)
- Albéric Barbier (1 numéro dans le nº1725 de Spirou)
- Lénine en octobre, Dargaud, 1982[6] (disegni di Parras, presentazione di Louis Aragon
- La bataille de Neretva - Tito, Dargaud[9]
- Le Birobidjan, une terre juive en URSS (1989)[10]
- Le sang et le sida (1995)[11]
- Pour que demain soit plus humain (1995)[12]
- Tribulations d'un résistant auvergnat ordinaire 7e compagnie (1997)[13]
- La grande colère de big-beef-bill taureau auvergnat (2000)[14]
- Le petit soldat de Clermont-Ferrand prêtre ouvrier ou militaire (2001)[15]
- Des terroristes auvergnats qui savaient se battre et mourir (2001)[16]
- Le Burgonde et le Kalamiteumifreu (2003)
- Deux roses blanches pour un noir (2004)[17]
- Mémoires de survivants des camps de la mort nazis (2005)[18]
- Je devais le dire (2007)[19]
- Ma contrefaçon de le dire (2010)
- Le Roman de l'homme à la valise (2014)
- Louis, le Bien Aimé (2000)